# Grabarje
Grabarje is een plaats in de gemeente Podcrkavlje in de Kroatische provincie Brod-Posavina. De plaats telt 341 inwoners (2001).